# Lerista fragilis
Espèce
Synonymes
- Rhodona fragilis Günther, 1876

Lerista fragilis est une espèce de sauriens de la famille des Scincidae.

## Répartition
Cette espèce se rencontre :
- en Australie au Queensland et en Tasmanie ;
- en Nouvelle-Guinée.

Sa présence est incertaine en Nouvelle-Galles du Sud en Australie.

## Publication originale
- Günther, 1876 : Descriptions of new species of reptiles from Australia collected by Hr. Dämel for the Godeffroy Museum. Journal des Museum Godeffroy, vol. 5, p. 45-47.